# Milla Saari
Milla Marika Saari z d. Jauho (ur. 10 lipca 1975 w Nakkila) – fińska biegaczka narciarska.

## Kariera
W 1998 roku wystartowała na igrzyskach olimpijskich w Nagano zajmując 31. miejsce w biegu na 15 km stylem klasycznym oraz 50. miejsce na dystansie 30 km techniką dowolną. Ponadto wraz z koleżankami z reprezentacji zajęła także siódme miejsce w sztafecie 4 × 5 km. Były to pierwsze i zarazem ostatnie starty olimpijskie w jej karierze.
Rok później wzięła udział w mistrzostwach świata w Ramsau, gdzie jej najlepszym wynikiem było 20. miejsce w biegu na 5 km stylem klasycznym. W 2001 roku, podczas mistrzostw świata w Lahti Jauho zajęła szóste miejsce na dystansie 15 km techniką klasyczną oraz dziewiąte miejsca w biegach na 10 km stylem klasycznym oraz w biegu łączonym na 10 km. Były to jej najlepsze indywidualnie wyniki osiągnięte na imprezach sportowych tej rangi. Na tych samych mistrzostwach, wspólnie z Virpi Kuitunen, Kaisą Varis i Pirjo Manninen wywalczyła srebrny medal w sztafecie, jednakże drużyna fińska została zdyskwalifikowana po wykryciu u Kuitunen skrobi etanolowej. Jak się później okazało aż sześciu fińskim narciarzom (Jari Isometsä, Janne Immonen, Harri Kirvesniemi, Mika Myllylä, Virpi Kuitunen i Jauho) udowodniono korzystanie z niedozwolonego preparatu HES. Była to największą afera dopingowa w historii fińskiego narciarstwa, wszyscy zostali zdyskwalifikowani na dwa lata. Po upływie dyskwalifikacji wystartowała już tylko w biegu na 10 km stylem dowolnym na mistrzostwach świata w Sapporo w 2007 roku, zajmując 33. miejsce.
Najlepsze wyniki w Pucharze Świata osiągnęła w sezonie 1998/1999, kiedy to zajęła 26. miejsce w klasyfikacji generalnej.
W 1994 roku podczas mistrzostw świata juniorów w Breitenwang Jauho wywalczyła srebrny medal w biegu na 5 km techniką klasyczną. Na rozgrywanych rok później mistrzostwach świata juniorów w Gällivare zdobyła brązowy medal w sztafecie.
Po sezonie 2006/2007 zakończyła karierę.

## Osiągnięcia

### Igrzyska olimpijskie
| Miejsce | Dzień     | Rok  | Miejscowość | Konkurencja             | Czas biegu | Strata   | Zwyciężczyni     |
| ------- | --------- | ---- | ----------- | ----------------------- | ---------- | -------- | ---------------- |
| 31.     | 8 lutego  | 1998 | Nagano      | 15 km stylem klasycznym | 46:55,4    | +4:43,2  | Manuela Di Centa |
| 7.      | 16 lutego | 1998 | Nagano      | Sztafeta 4 × 5 km       | 55:13,5    | +2:20,8  | Rosja            |
| 50.     | 20 lutego | 1998 | Nagano      | 30 km stylem dowolnym   | 1:22:01,5  | +13:37,7 | Julija Czepałowa |

### Mistrzostwa świata
| Miejsce | Dzień     | Rok  | Miejscowość | Konkurencja             | Czas biegu | Strata  | Zwyciężczyni        |
| ------- | --------- | ---- | ----------- | ----------------------- | ---------- | ------- | ------------------- |
| 20.     | 19 lutego | 1999 | Ramsau      | 15 km stylem dowolnym   | 38:49,0    | +1:11,2 | Stefania Belmondo   |
| 21.     | 22 lutego | 1999 | Ramsau      | 5 km stylem klasycznym  | 12:49,8    | +3:11,9 | Bente Skari         |
| 26.     | 27 lutego | 1999 | Ramsau      | 30 km stylem klasycznym | 1:29:19,9  | +8:02,2 | Łarisa Łazutina     |
| 6.      | 15 lutego | 2001 | Lahti       | 15 km st. klasycznym    | 43:54,8    | +1:44,3 | Bente Skari         |
| 9.      | 18 lutego | 2001 | Lahti       | 10 km łączony           | 28:06,1    | +44,0   | Virpi Kuitunen      |
| 9.      | 20 lutego | 2001 | Lahti       | 10 km st. klasycznym    | 26:55,5    | +1:29,3 | Bente Skari         |
| 2.      | 23 lutego | 2001 | Lahti       | Sztafeta 4 × 5 km       | 53.01,6    | +54,1   | Rosja               |
| 33.     | 27 lutego | 2007 | Sapporo     | 10 km stylem dowolnym   | 23:58,4    | +2:11,2 | Kateřina Neumannová |

### Mistrzostwa świata juniorów
| Miejsce | Dzień       | Rok  | Miejscowość | Konkurencja            | Czas biegu | Strata  | Zwyciężczyni      |
| ------- | ----------- | ---- | ----------- | ---------------------- | ---------- | ------- | ----------------- |
| 2.      | 26 stycznia | 1994 | Breitenwang | 5 km stylem klasycznym | 16:20,2    | +8,9    | Irina Składniewa  |
| 6.      | 28 stycznia | 1994 | Breitenwang | Sztafeta 4 × 5 km      | 1:06:19,6  | +1:53,0 | Czechy            |
| 15.     | 30 stycznia | 1994 | Breitenwang | 15 km stylem dowolnym  | 41:53,5    | +3:23,1 | Julija Czepałowa  |
| 6.      | 1 marca     | 1995 | Gällivare   | 5 km stylem klasycznym | 15:46,8    | +20,9   | Natalja Masałkina |
| 3.      | 3 marca     | 1995 | Gällivare   | Sztafeta 4 × 5 km      | 1:01:31,0  | +2:05,0 | Rosja             |
| 12.     | 5 marca     | 1995 | Gällivare   | 15 km stylem dowolnym  | 43:16,9    | +3:10,7 | Julija Czepałowa  |

### Puchar Świata

#### Miejsca w klasyfikacji generalnej
- sezon 1995/1996: 59.
- sezon 1996/1997: 70.
- sezon 1997/1998: 49.
- sezon 1998/1999: 26.
- sezon 1999/2000: 44.
- sezon 2000/2001: 27.
- sezon 2006/2007: 76.

#### Miejsca na podium
Saari nigdy nie stawała na podium indywidualnych zawodów Pucharu Świata.